# Santa Maria de Toluges

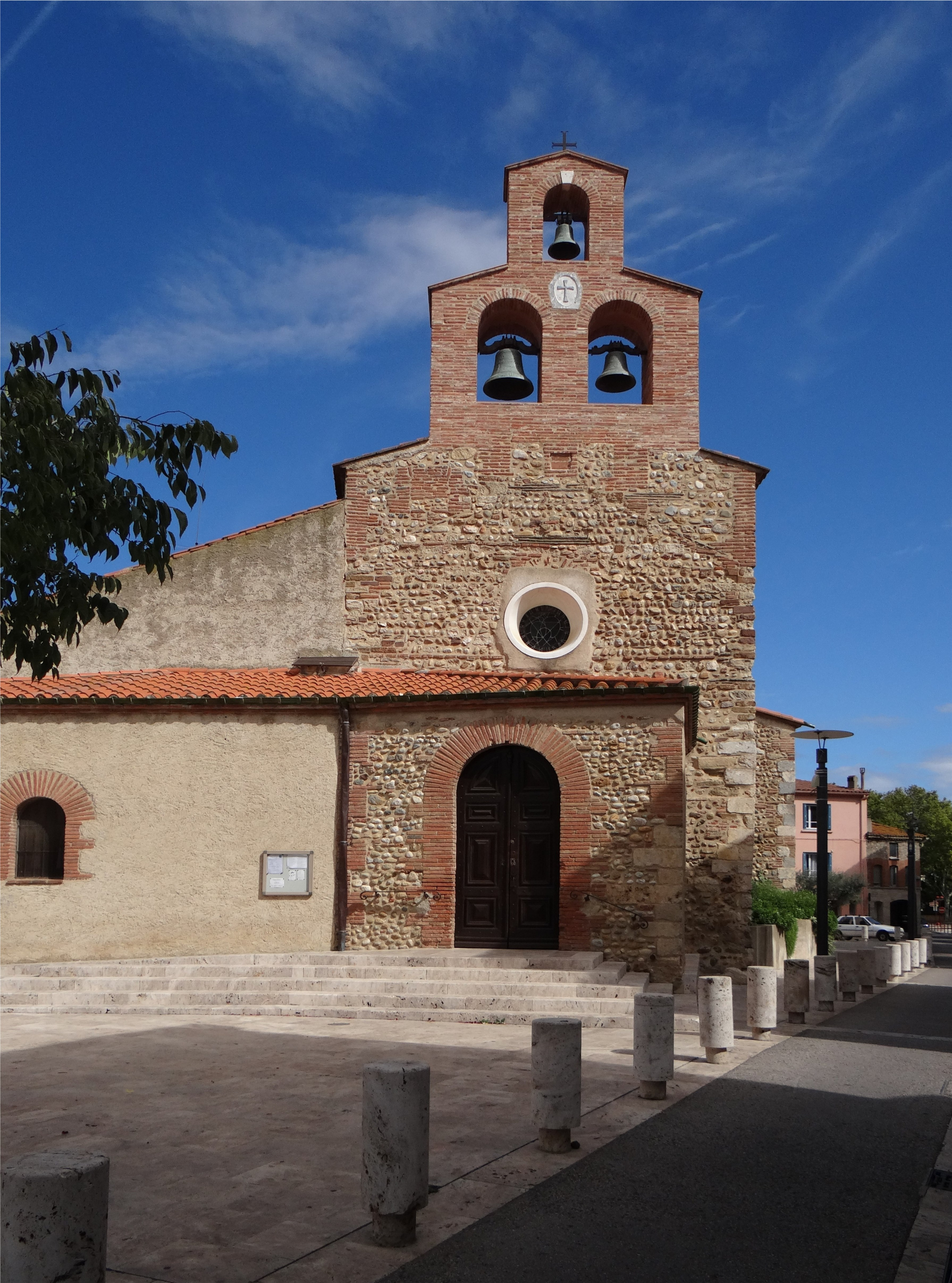
Façana de ponent del temple

Santa Maria de Toluges és l'església parroquial del poble i de la comuna nord-catalana de Toluges, a la comarca del Rosselló. Pertany a la comunitat de parròquies Pau i Treva de la diòcesi de Perpinyà, amb centre a Santa Maria de Toluges.
Està situada en el sector nord del nucli vell de Toluges, a la cellera de la qual nasqué el poble.

## Història
Toluges i la seva església de Santa Maria estan documentades ja el 908, en un privilegi de Carles el Simple al monestir de la Grassa, en què li confirma uns alous a Toluges, poc abans que també s'hi confirmessin altes alous d`Elna i de Sant Esteve del Monestir, que foren bescanviats a favor d'una dona, de nom Ozila, vídua d'Àrgila. Més tard també hi foren confirmats alous de Cuixà. Al tombant de l'any 1000 sembla que el territori de Toluges no era en mans d'un sol senyor, sinó que estava tot molt repartit. Podria ser aquesta la causa que s'hi convoqués la primera assemblea de Pau i Treva l'any 1027. A més, Toluges es trobava en aquell moment a mig camí de dues de les senyories importants: el comtat de Rosselló, amb seu a Perpinyà, i la casa comtal de Cerdanya-Besalú, que tenien Tuïr entre les seves viles importants. Els Sínodes de Toluges van marcar una fita important en l'evolució jurídica i política de la Catalunya medieval.

## Característiques

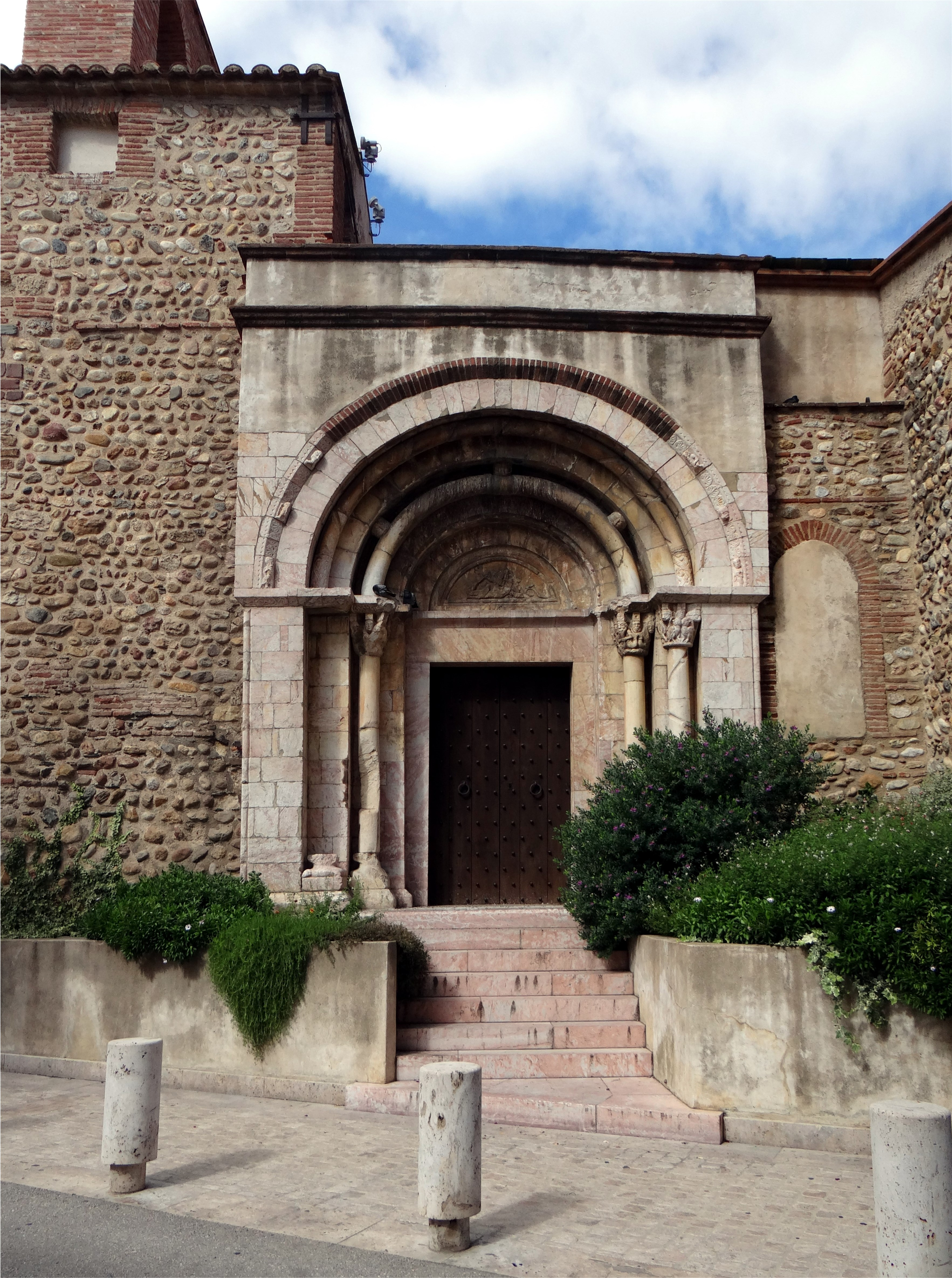
La portalada de marbre del segle XII

Es tracta d'una església de grans dimensions, tot i que d'una sola nau capçada a llevant per un absis semicircular. Al bell mig de l'absis hi ha una finestra de doble esqueixada. Inicialment coberta de fusta, al segle xi, fou coberta amb volta de canó sobre arcs formers al segle xii. Alhora, s'hi construí una cripta, actualment no visible, que contenia en el seu interior els fonaments de la capçalera de l'església anterior, preromànica. A la façana de migdia s'hi obria la primitiva porta d'ingrés, que possiblement al segle xvii fou substituïda per la portalada actual, que segurament procedeix del desaparegut monestir de l'Eula, un priorat de monges cistercenques situat als actuals límits entre Toluges i el Soler. Aquesta porta no fou muntada sobre el mur original romànic, sinó sobre un mur fruit de les ampliacions de la nau principal del segle xvii.

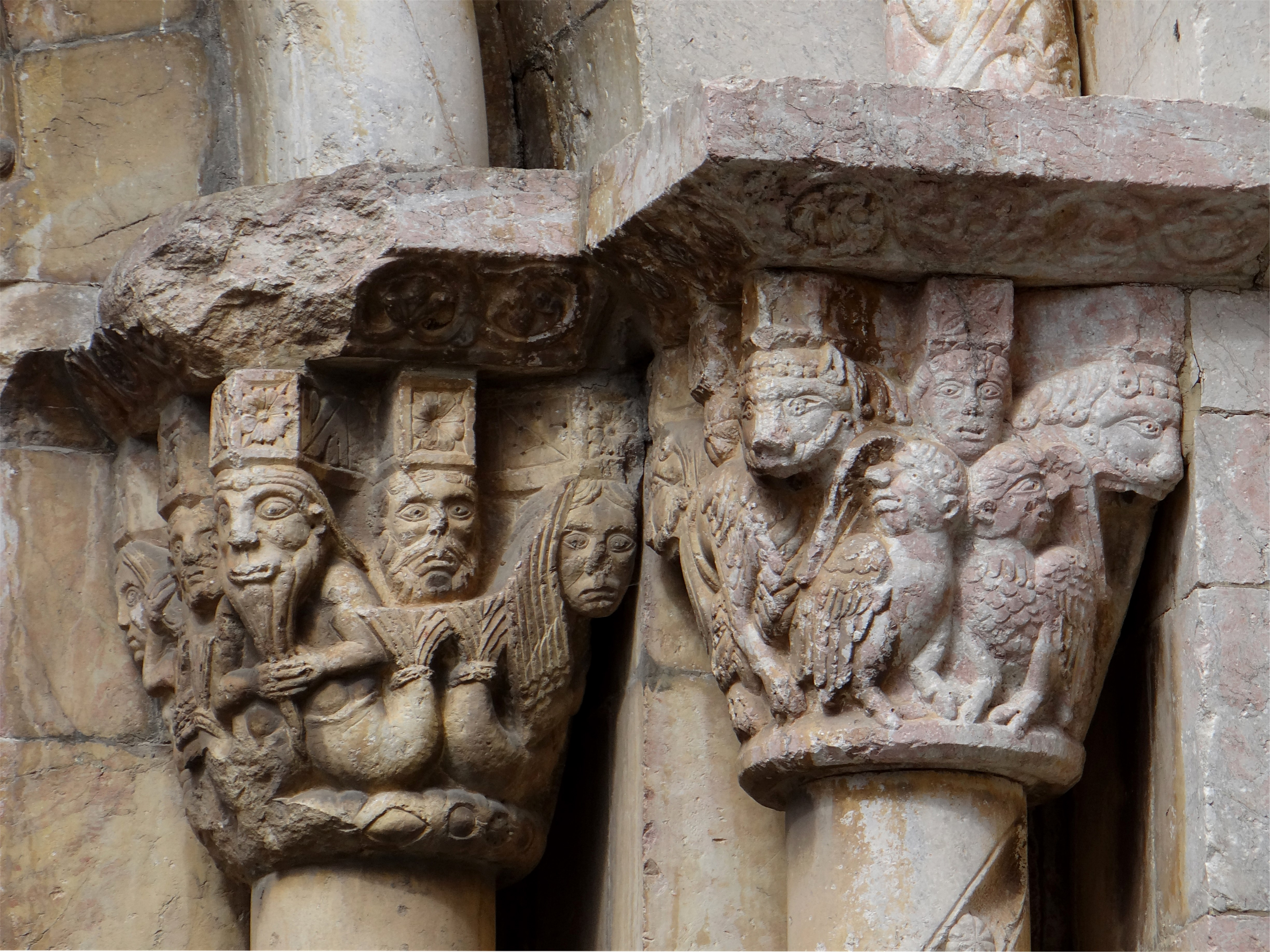
Detall dels dos capitells de la dreta de la porta

Aquesta portalada data del darrer terç del segle XII; és de marbre, i consta de dos arcs en degradació, amb dues arquivoltes i bellament esculpit. Es basa en quatre columnes acabades en capitell d'on arrenquen les arquivoltes (una és desapareguda). Un guardapols rodó emmarca aquest portal, tot i que se n'havia perdut una part, la central, que va ser en el seu moment refeta amb maons. La decoració escultòrica és de gran bellesa, en la línia de les millors obres escultòriques del romànic català.
L'església conserva també dues inscripcions que són romanalles de làpides sepulcrals. També es van trobar dues sepultures excavades a la roca, amb una gerreta de ceràmica en el seu interior. Són datables al segle xi.